# Матч всех звёзд женской НБА 2022 года
Матч всех звёзд женской НБА 2022 года (англ. 2022 WNBA All-Star Game) — ежегодная показательная баскетбольная игра, прошедшая в воскресенье, 10 июля 2022 года, в Чикаго (штат Иллинойс) на домашней арене клуба «Чикаго Скай» «Уинтраст-арена». Эта игра стала семнадцатым матчем всех звёзд (ASG), который начиная с 2018 года изменил свой формат, в истории женской национальной баскетбольной ассоциации (ЖНБА) и первым, прошедшем в Чикаго. Встреча транслировалась кабельным спортивным каналом ESPN на телевизионном канале ABC в США, на каналах TSN3 и SN1 в Канаде (в формате HD TV) в 1:00 по Североамериканскому восточному времени (ET), арбитрами на этой игре работали Тим Грин, Айзек Барнетт и Тони Патилло.
Команда Эйжи Уилсон под руководством Бекки Хэммон без особой борьбы обыграла команду Брианны Стюарт Джеймса Уэйда со счётом 134:112. До конца сезона 2017 года в играх всех звёзд противостояли сборные Запада и Востока, в них Запад выиграл 10 игр, а Восток только 4, но в сезоне 2018 года после изменения формата матча стали играть команды игроков, занявших первые два места по итогам традиционного электронного голосования, которые за несколько дней до начала игры путём драфта выбирали себе по очереди игроков стартового состава и резевистов. Самым ценным игроком этого матча была признана Келси Плам, представляющая на нём клуб «Лас-Вегас Эйсес», которая завоевала это звание впервые, став лишь четвёртым дебютантом ASG после Шони Шиммель, Эрики Уилер и Арике Огунбовале, выигравшим этот почётный приз. Помимо этого она повторила рекорд матча всех звёзд по количеству набранных очков (30), показав результат Майи Мур в игре 2015 года.

## Матч всех звёзд

### Составы команд
2 июня лига объявила, что в 2022 году процесс отбора состава будет аналогичен матчу всех звёзд ВНБА 2019 года. Болельщики, игроки, главные тренеры, спортивные журналисты и радиовещатели могли проголосовать за лучших звёзд. Все категории голосующих могли заполнить выборный бюллетень из четырёх защитников и шести игроков передней линии. Игроки и тренеры не могли голосовать за своих товарищей по команде и собственных подопечных. Голосование началось в пятницу, 3 июня, в 14:00 по восточному времени (ET) и завершилось в понедельник, 20 июня, в 23:59 по ET. В процентном соотношении голосование было распределено следующим образом: болельщикам отводилось 50%, игрокам и тренерам и спортивным СМИ по 25%.
Десять лучших игроков по результатам этого голосования были сразу отобраны для матча звёзд и считались игроками стартового состава. Их имена были объявлены 22 июня 2022 года. После объявления игроков старта главные тренеры ещё выбрали двенадцать резервистов. Тренеры голосовали за трёх защитников, пять игроков передней линии и четырёх игроков на каждой позиции независимо от конференции. Они опять же не могли голосовать за своих собственных подопечных. Резервисты были объявлены 28 июня 2022 года. Два лучших игрока, набравших наибольшее количество голосов, стали капитанами команд матча звёзд и выбирали свои команды сначала из числа восьми оставшихся игроков стартового состава, а затем из двенадцати резервистов. Специальный выпуск, посвящённый комплектованию состава команд предстоящего матча всех звёзд, транслировался 2 июля 2022 года на спортивном канале ESPN.
Игроки для матча всех звёзд были выбраны путём голосования, описанного выше. Игроки стартового состава были объявлены 22 июня 2022 года, а Эйжа Уилсон из «Лас-Вегас Эйсес» и Брианна Стюарт из «Сиэтл Шторм» лидировали по результатам голосования среди болельщиков. Они обе были назначены капитанами команд, наряду со Сью Бёрд из «Сиэтл Шторм» и Сильвией Фаулз из «Миннесота Линкс», которые были выбраны почётными капитанами. Уилсон и Стюарт были вызваны на матч всех звёзд уже в четвёртый раз, в то время как Фаулз была выбрана в восьмой раз, а Бёрд — в тринадцатый раз.
Кэндис Паркер из «Чикаго Скай» и Ннека Огвумике из «Лос-Анджелес Спаркс» были вызваны в стартовую переднюю линию, причём обе заработали уже свой седьмой вызов на матч всех звёзд. Джонквел Джонс из «Коннектикут Сан» замкнула переднюю линию, получив свой четвёртый выбор на звёздный уик-энд. Сабрина Ионеску из «Нью-Йорк Либерти», Келси Плам и Джеки Янг из «Лас-Вегас Эйсес» завершили заднюю линию стартового состава, каждая из которых получила свой дебютный вызов на матч всех звёзд. Бриттни Грайнер была названа почётным участником стартового состава, чтобы обратить внимание властей США на этот факт, так как не могла в нём сыграть по причине судебного преследования в России.
Главными тренерами матча всех звёзд стали главные тренеры двух команд независимо от конференции с лучшими текущими показателями по итогам прошедших игр 24 июня 2022 года. Бекки Хэммон, тренер «Лас-Вегас Эйсес», и Джеймс Уэйд, тренер «Чикаго Скай», получили право стать главными тренерами матча всех звёзд, так как в указанную дату именно эти два клуба занимали две верхние строчки в турнирной таблице сезона 2022 года. Это был первый раз, когда Хэммон и Уэйд получили право тренировать команды на матче всех звёзд. До этого же Уэйд был помощником Шерил Рив, главного тренера команды Западной конференции, в игре 2017 года. Хэммон стала главным тренером команды Уилсон, так как её «Эйсес» в указанную дату лидировали в чемпионате, а Уилсон набрала наибольшее количество голосов, Уэйд же возглавил тренерский штаб команды Стюарт.
Резервисты матча всех звёзд были объявлены 28 июня 2022 года. В резервный состав задней линии включены Скайлар Диггинс (шестой выбор) из «Финикс Меркури», Джуэл Лойд из «Сиэтл Шторм», Кортни Вандерслут (обе четвёртый выбор) и Кали Коппер из «Чикаго Скай», Арике Огунбовале из «Даллас Уингз», Ариэль Аткинс (все трое второй выбор) из «Вашингтон Мистикс» и Райн Ховард (первый выбор) из «Атланта Дрим».
В состав резервистов передней линии были включены Дирика Хэмби из «Лас-Вегас Эйсес», Наташа Ховард из «Нью-Йорк Либерти», Эмма Миссеман из «Чикаго Скай», Брайонна Джонс (все второй выбор) и Алисса Томас (третий выбор) из «Коннектикут Сан».

#### Объединённый состав команд
В данной таблице опубликован список игроков, попавших на матч всех звёзд по результатам голосования, согласно конференциям.
| Поз. | Игрок             | Команда           | Выбор |
| ---- | ----------------- | ----------------- | ----- |
| З    | Сабрина Ионеску   | Нью-Йорк Либерти  | 1-й   |
| З    | Кортни Вандерслут | Чикаго Скай       | 4-й   |
| З    | Ариэль Аткинс     | Вашингтон Мистикс | 2-й   |
| З    | Райн Ховард       | Атланта Дрим      | 1-й   |
| З    | Кали Коппер       | Чикаго Скай       | 2-й   |
| Ф    | Кэндис Паркер     | Чикаго Скай       | 7-й   |
| Ф    | Алисса Томас      | Коннектикут Сан   | 3-й   |
| Ф    | Наташа Ховард     | Нью-Йорк Либерти  | 2-й   |
| Ф    | Эмма Миссеман     | Чикаго Скай       | 2-й   |
| Ф    | Брайонна Джонс    | Коннектикут Сан   | 2-й   |
| Ц    | Джонквел Джонс    | Коннектикут Сан   | 4-й   |

| Поз. | Игрок            | Команда             | Выбор |
| ---- | ---------------- | ------------------- | ----- |
| З    | Келси Плам       | Лас-Вегас Эйсес     | 1-й   |
| З    | Джеки Янг        | Лас-Вегас Эйсес     | 1-й   |
| З    | Сью Бёрд         | Сиэтл Шторм         | 13-й  |
| З    | Джуэл Лойд       | Сиэтл Шторм         | 4-й   |
| З    | Скайлар Диггинс  | Финикс Меркури      | 6-й   |
| З    | Арике Огунбовале | Даллас Уингз        | 2-й   |
| Ф    | Эйжа Уилсон      | Лас-Вегас Эйсес     | 4-й   |
| Ф    | Брианна Стюарт   | Сиэтл Шторм         | 4-й   |
| Ф    | Ннека Огвумике   | Лос-Анджелес Спаркс | 7-й   |
| Ф    | Дирика Хэмби     | Лас-Вегас Эйсес     | 2-й   |
| Ц    | Сильвия Фаулз    | Миннесота Линкс     | 8-й   |
| Ц    | Бриттни Грайнер  | Финикс Меркури      | 8-й   |

#### Окончательный состав команд
Драфт матча всех звёзд состоялся 2 июля 2022 года. Эйжа Уилсон и Брианна Стюарт были названы капитанами команд этого показательного матча, так как получили наибольшее количество голосов болельщиков. Сью Бёрд и Сильвия Фаулз были названы почётными капитанами этой игры. Бёрд была назначена в команду Уилсон, а Фаулз в команду Стюарт. Первые шесть игроков, которые были выбраны на драфте, были стартовыми. Затем были выбраны двенадцать игроков резерва, выбранные главными тренерами команд лиги. Уилсон начала драфт стартовых игроков, так как у неё было наибольшее количество голосов, в то время как Стюарт начала драфт резервистов. К тому же по окончании драфта стартовых составов капитаны команд решили провести обмен, в результате которого Ннека Огвумике из «Лос-Анджелес Спаркс», выбранная Уилсон под пятым номером, была обменена на Сабрину Ионеску из «Нью-Йорк Либерти», выбранную Стюарт под 6-м номером. Затем Уилсон и Стюарт обменялись почётными капитанами, и Бёрд перешла в команду Стюарт, а Фаулз присоединилась к команде Уилсон.
| Пик                       | Игрок                     | Команда                   | Выбор                     |
| Игроки стартового состава | Игроки стартового состава | Игроки стартового состава | Игроки стартового состава |
| ------------------------- | ------------------------- | ------------------------- | ------------------------- |
| 1-й                       | Кэндис Паркер             | Чикаго Скай               | 7-й                       |
| 3-й                       | Келси Плам                | Лас-Вегас Эйсес           | 1-й                       |
| 5-й                       | Ннека Огвумике[a]         | Лос-Анджелес Спаркс       | 7-й                       |
| Игроки резервного состава |                           |                           |                           |
| 8-й                       | Райн Ховард               | Атланта Дрим              | 1-й                       |
| 10-й                      | Дирика Хэмби              | Лас-Вегас Эйсес           | 2-й                       |
| 12-й                      | Кортни Вандерслут         | Чикаго Скай               | 4-й                       |
| 14-й                      | Ариэль Аткинс             | Вашингтон Мистикс         | 2-й                       |
| 16-й                      | Брайонна Джонс            | Коннектикут Сан           | 2-й                       |
| 18-й                      | Наташа Ховард             | Нью-Йорк Либерти          | 2-й                       |

| Пик                       | Игрок                     | Команда                   | Выбор                     |
| Игроки стартового состава | Игроки стартового состава | Игроки стартового состава | Игроки стартового состава |
| ------------------------- | ------------------------- | ------------------------- | ------------------------- |
| 2-й                       | Джеки Янг                 | Лас-Вегас Эйсес           | 1-й                       |
| 4-й                       | Джонквел Джонс            | Коннектикут Сан           | 4-й                       |
| 6-й                       | Сабрина Ионеску[a]        | Нью-Йорк Либерти          | 1-й                       |
| Игроки резервного состава |                           |                           |                           |
| 7-й                       | Джуэл Лойд                | Сиэтл Шторм               | 4-й                       |
| 9-й                       | Кали Коппер               | Чикаго Скай               | 2-й                       |
| 11-й                      | Скайлар Диггинс           | Финикс Меркури            | 6-й                       |
| 13-й                      | Алисса Томас              | Коннектикут Сан           | 3-й                       |
| 15-й                      | Арике Огунбовале          | Даллас Уингз              | 2-й                       |
| 17-й                      | Эмма Миссеман             | Чикаго Скай               | 2-й                       |

- a  По окончании драфта стартовых составов капитаны команд провели обмен, в результате которого Ннека Огвумике, выбранная Уилсон под пятым номером, была обменена на Сабрину Ионеску, выбранную Стюарт под 6-м номером.

В данной таблице опубликованы полные составы команд Брианны Стюарт и Эйжи Уилсон предстоящего матча.
| Поз.                                      | Игрок             | Команда             | Выбор             |
| Стартовая пятёрка                         | Стартовая пятёрка | Стартовая пятёрка   | Стартовая пятёрка |
| ----------------------------------------- | ----------------- | ------------------- | ----------------- |
| З                                         | Джеки Янг         | Лас-Вегас Эйсес     | 1-й               |
| З                                         | Сью Бёрд          | Сиэтл Шторм         | 13-й              |
| Ф                                         | Ннека Огвумике    | Лос-Анджелес Спаркс | 7-й               |
| Ф                                         | Брианна Стюарт    | Сиэтл Шторм         | 4-й               |
| Ц                                         | Джонквел Джонс    | Коннектикут Сан     | 4-й               |
| Запасные игроки                           |                   |                     |                   |
| З                                         | Джуэл Лойд        | Сиэтл Шторм         | 4-й               |
| З                                         | Скайлар Диггинс   | Финикс Меркури      | 6-й               |
| З                                         | Арике Огунбовале  | Даллас Уингз        | 2-й               |
| З                                         | Кали Коппер       | Чикаго Скай         | 2-й               |
| Ф                                         | Алисса Томас      | Коннектикут Сан     | 3-й               |
| Ф                                         | Эмма Миссеман     | Чикаго Скай         | 2-й               |
| Главный тренер: Джеймс Уэйд (Чикаго Скай) |                   |                     |                   |

| Поз.                                           | Игрок              | Команда           | Выбор             |
| Стартовая пятёрка                              | Стартовая пятёрка  | Стартовая пятёрка | Стартовая пятёрка |
| ---------------------------------------------- | ------------------ | ----------------- | ----------------- |
| З                                              | Келси Плам         | Лас-Вегас Эйсес   | 1-й               |
| З                                              | Сабрина Ионеску    | Нью-Йорк Либерти  | 1-й               |
| Ф                                              | Кэндис Паркер      | Чикаго Скай       | 7-й               |
| Ф                                              | Эйжа Уилсон        | Лас-Вегас Эйсес   | 4-й               |
| Ц                                              | Сильвия Фаулз      | Миннесота Линкс   | 8-й               |
| Ц                                              | Бриттни Грайнер[b] | Финикс Меркури    | 8-й               |
| Запасные игроки                                |                    |                   |                   |
| З                                              | Кортни Вандерслут  | Чикаго Скай       | 4-й               |
| З                                              | Ариэль Аткинс      | Вашингтон Мистикс | 2-й               |
| З                                              | Райн Ховард        | Атланта Дрим      | 1-й               |
| Ф                                              | Дирика Хэмби       | Лас-Вегас Эйсес   | 2-й               |
| Ф                                              | Наташа Ховард      | Нью-Йорк Либерти  | 2-й               |
| Ф                                              | Брайонна Джонс     | Коннектикут Сан   | 2-й               |
| Главный тренер: Бекки Хэммон (Лас-Вегас Эйсес) |                    |                   |                   |

- b  Была выбрана в качестве почётного участника матча, но не принимала в нём участие по причине судебного преследования в России[6].

### Ход матча
| 10 июля 2022 года 1:00 pm (ET) | Протокол | Команда Брианны Стюарт     | 112:134  | Команда Эйжи Уилсон | Уинтраст-арена, Чикаго (штат Иллинойс) Зрителей: 9 572 Судьи: Тим Грин № 9 Айзек Барнетт № 16 Тони Патилло № 76 | ABC (HD), TSN3 / SN1 |
| 10 июля 2022 года 1:00 pm (ET) | Протокол | 28:23, 11:36, 38:33, 35:42 |          |                     | Уинтраст-арена, Чикаго (штат Иллинойс) Зрителей: 9 572 Судьи: Тим Грин № 9 Айзек Барнетт № 16 Тони Патилло № 76 | ABC (HD), TSN3 / SN1 |
| 10 июля 2022 года 1:00 pm (ET) | Протокол | Джонквел Джонс 29          | Очки     | Келси Плам 30       | Уинтраст-арена, Чикаго (штат Иллинойс) Зрителей: 9 572 Судьи: Тим Грин № 9 Айзек Барнетт № 16 Тони Патилло № 76 | ABC (HD), TSN3 / SN1 |
| 10 июля 2022 года 1:00 pm (ET) | Протокол | Джонквел Джонс 13          | Подборы  | Сильвия Фаулз 9     | Уинтраст-арена, Чикаго (штат Иллинойс) Зрителей: 9 572 Судьи: Тим Грин № 9 Айзек Барнетт № 16 Тони Патилло № 76 | ABC (HD), TSN3 / SN1 |
| 10 июля 2022 года 1:00 pm (ET) | Протокол | Бёрд и Диггинс 6           | Передачи | Кортни Вандерслут 8 | Уинтраст-арена, Чикаго (штат Иллинойс) Зрителей: 9 572 Судьи: Тим Грин № 9 Айзек Барнетт № 16 Тони Патилло № 76 | ABC (HD), TSN3 / SN1 |

### Полная статистика матча
В данной таблице показан подробный статистический анализ этого матча.

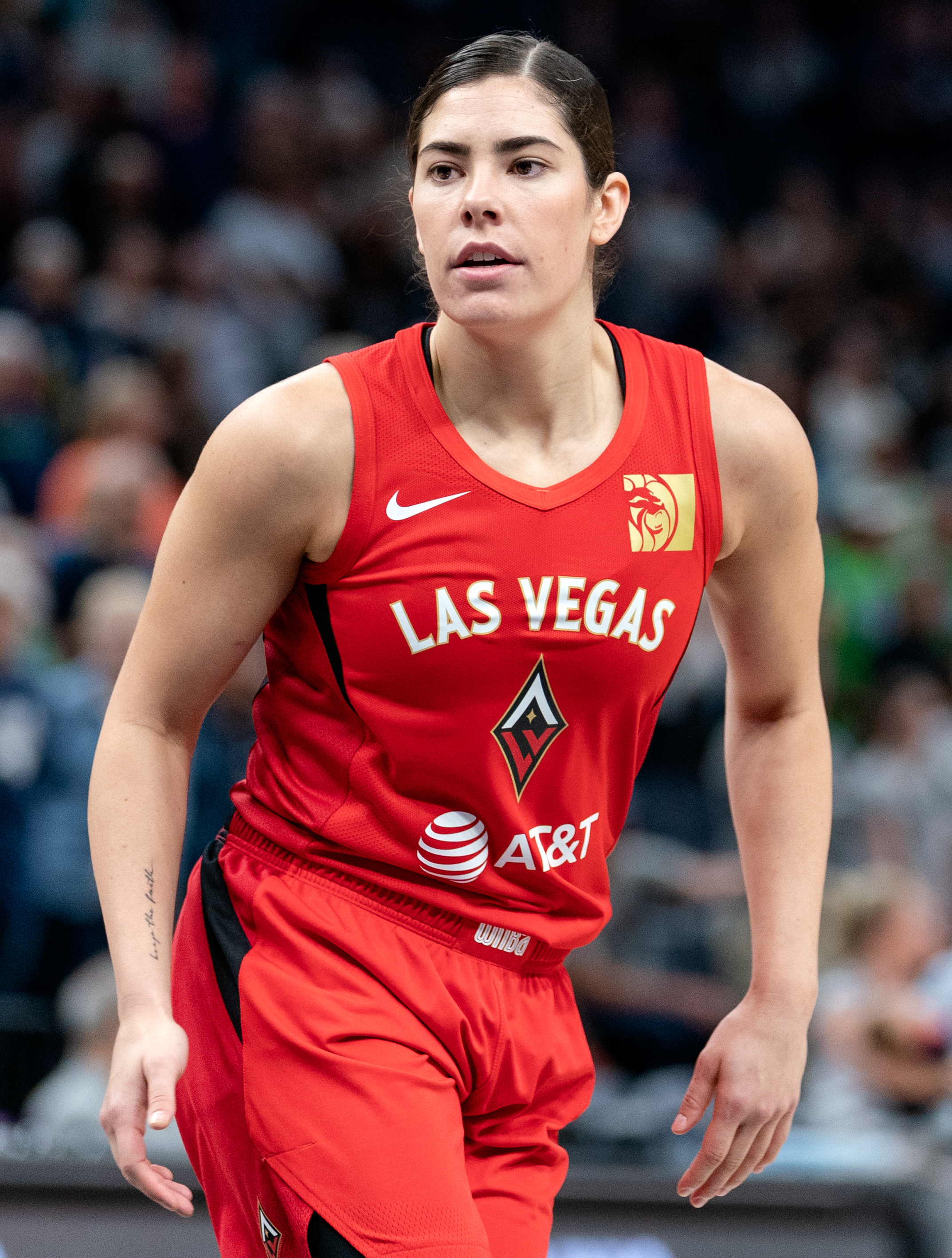
Келси Плам, лучшая по очкам и MVP матча (30)
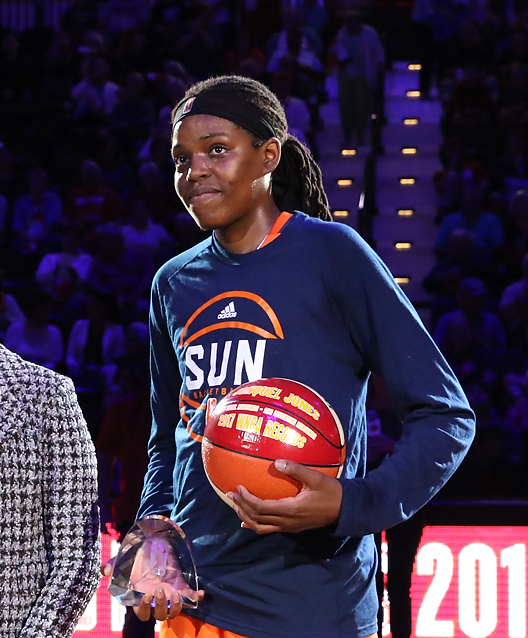
Джонквел Джонс, лучший игрок матча по подборам (13)
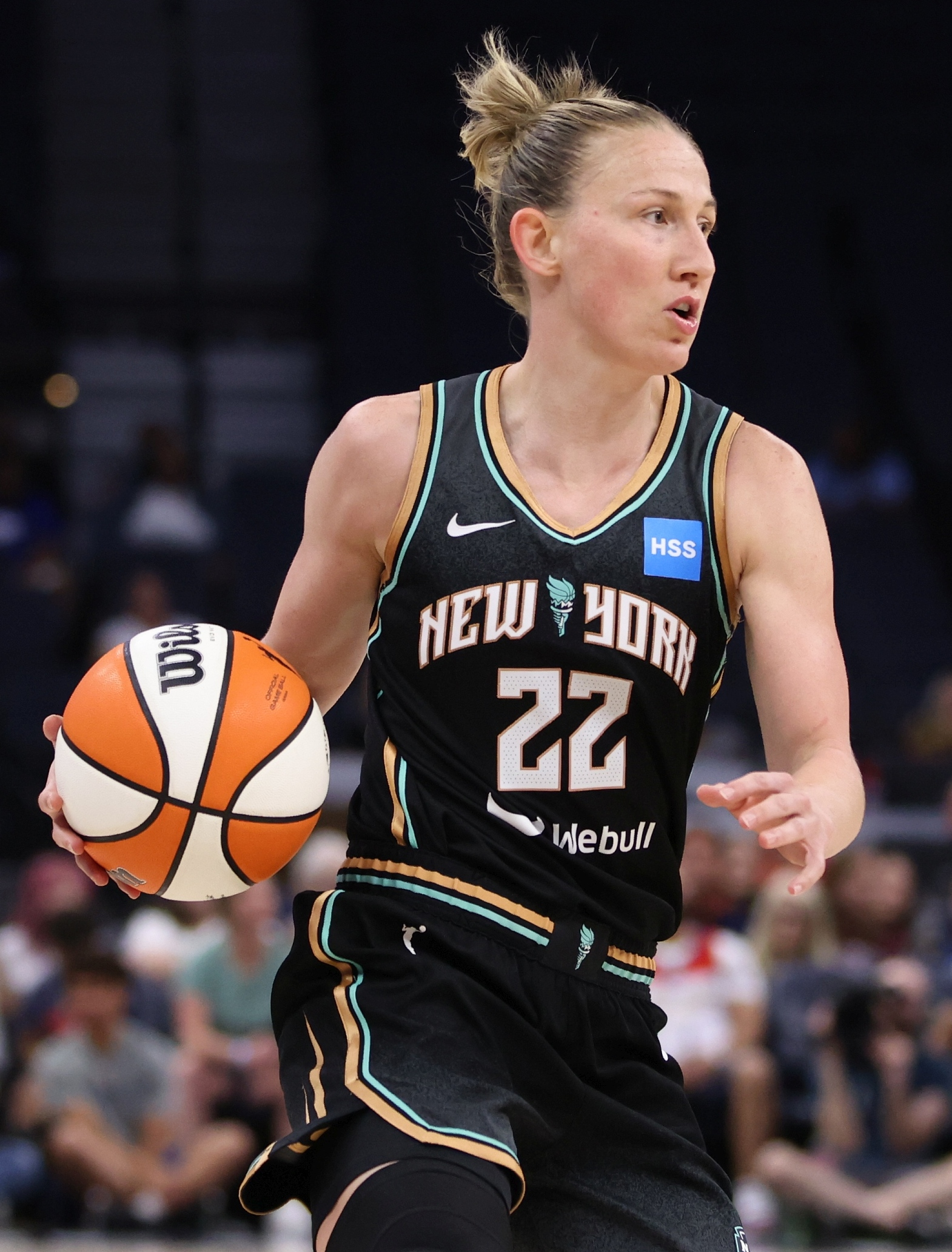
Кортни Вандерслут, лучший игрок матча по передачам (8)
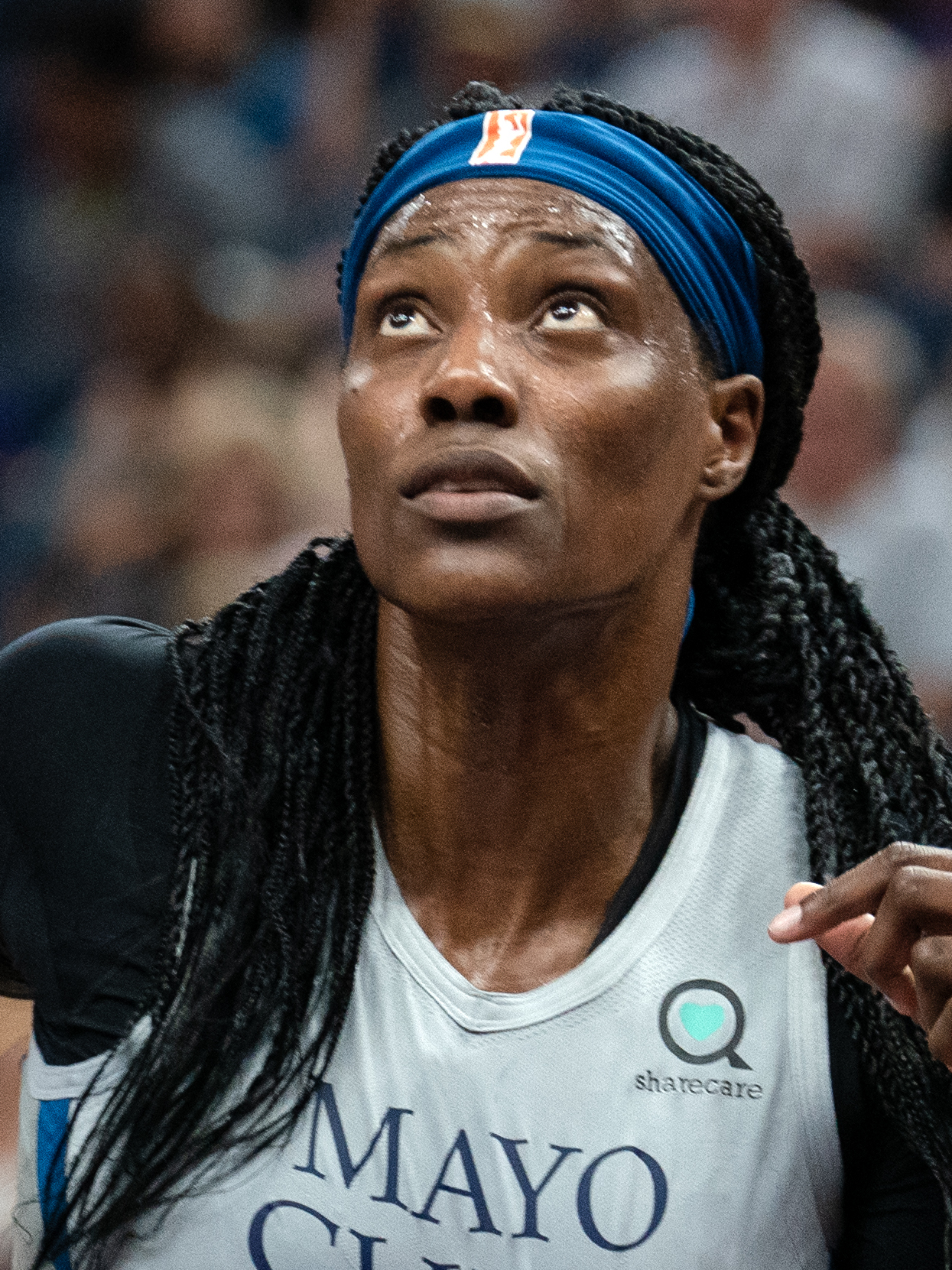
Сильвия Фаулз, лучший игрок матча по перехватам (3)
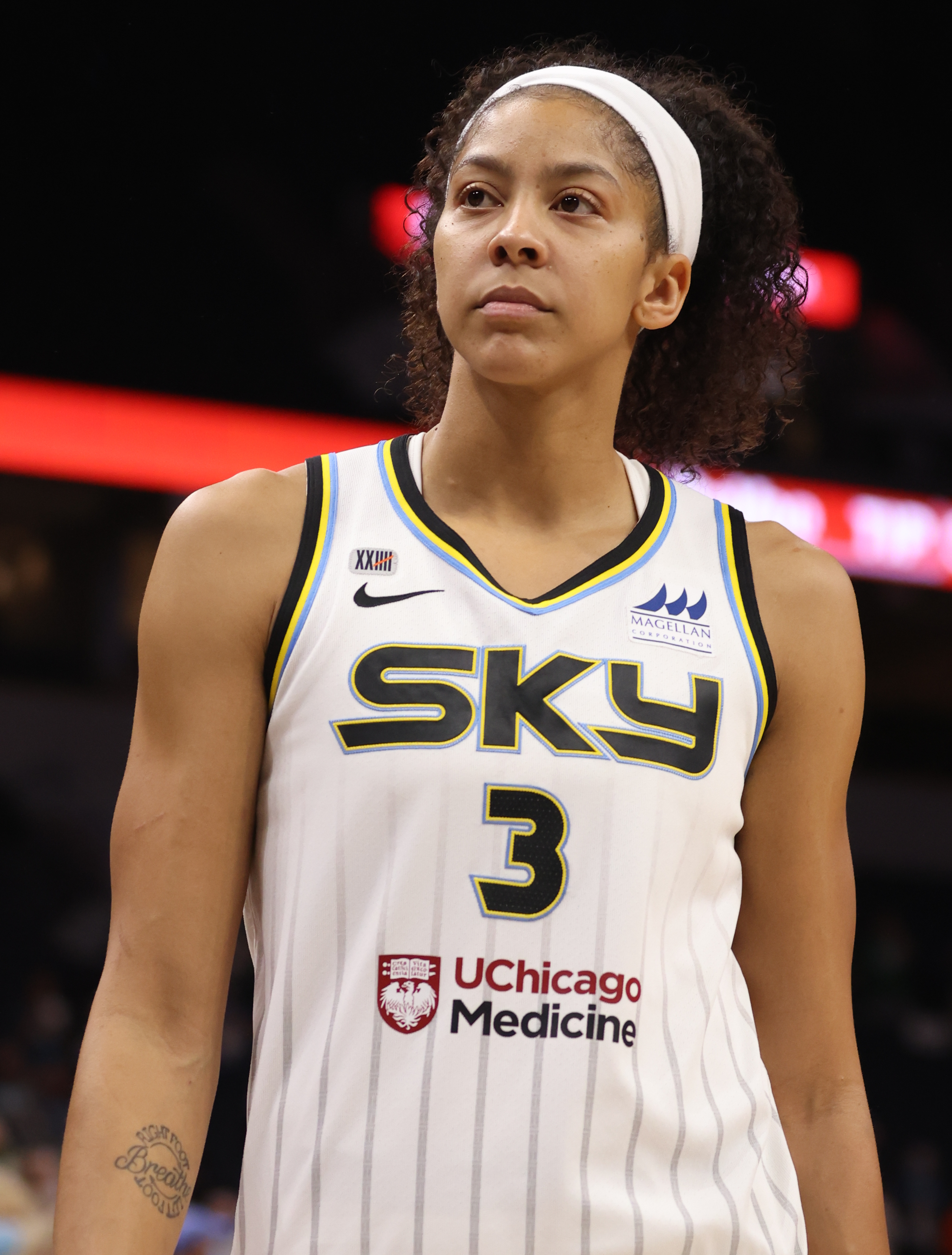
Кэндис Паркер, лучший игрок матча по блок-шотам (1)

| Команда Брианны Стюарт |                      |        |        |       |     |     |     |     |     |    |    |    |     |    |     |
| Стартовая пятёрка      | Команда              | MIN    | FG     | 3P    | FT  | OFF | DEF | TOT | AST | ST | BS | BA | TOV | PF | PTS |
| Джеки Янг              | Лас-Вегас Эйсес      | 12:13  | 1-4    | 0-2   | 0-0 | 0   | 2   | 2   | 1   | 0  | 0  | 0  | 1   | 2  | 2   |
| Сью Бёрд               | Сиэтл Шторм          | 15:16  | 0-3    | 0-3   | 0-0 | 1   | 0   | 1   | 6   | 0  | 0  | 0  | 2   | 1  | 0   |
| Ннека Огвумике         | Лос-Анджелес Спаркс  | 15:14  | 6-9    | 0-2   | 0-0 | 0   | 1   | 1   | 0   | 0  | 0  | 0  | 0   | 0  | 12  |
| Брианна Стюарт         | Сиэтл Шторм          | 25:27  | 5-8    | 2-5   | 2-2 | 1   | 3   | 4   | 2   | 2  | 1  | 0  | 1   | 1  | 14  |
| Джонквел Джонс         | Коннектикут Сан      | 26:27  | 11-20  | 5-11  | 2-2 | 3   | 10  | 13  | 5   | 2  | 0  | 0  | 1   | 1  | 29  |
| Запасные игроки        |                      |        |        |       |     |     |     |     |     |    |    |    |     |    |     |
| Джуэл Лойд             | Сиэтл Шторм          | 19:35  | 7-16   | 7-13  | 0-0 | 0   | 1   | 1   | 0   | 0  | 0  | 0  | 1   | 1  | 21  |
| Скайлар Диггинс        | Финикс Меркури       | 16:48  | 1-9    | 1-6   | 0-0 | 1   | 0   | 1   | 6   | 2  | 1  | 0  | 3   | 0  | 3   |
| Арике Огунбовале       | Даллас Уингз         | 24:15  | 4-16   | 3-12  | 0-0 | 2   | 3   | 5   | 3   | 2  | 0  | 0  | 1   | 1  | 11  |
| Кали Коппер            | Чикаго Скай          | 17:26  | 4-11   | 0-5   | 0-0 | 0   | 2   | 2   | 2   | 0  | 0  | 0  | 1   | 0  | 8   |
| Алисса Томас           | Коннектикут Сан      | 13:46  | 2-2    | 0-0   | 0-0 | 2   | 6   | 8   | 2   | 1  | 0  | 0  | 0   | 0  | 4   |
| Эмма Миссеман          | Чикаго Скай          | 13:33  | 4-7    | 0-1   | 0-0 | 2   | 2   | 4   | 0   | 1  | 0  | 0  | 0   | 0  | 8   |
| Всего                  |                      | 200:00 | 45-105 | 18-60 | 4-4 | 12  | 30  | 42  | 27  | 10 | 2  | 0  | 10  | 7  | 112 |
| Главный тренер         | Джеймс Уэйд (Чикаго) |        |        |       |     |     |     |     |     |    |    |    |     |    |     |

| Команда Эйжи Уилсон |                          |        |       |       |       |     |     |     |     |    |    |    |     |    |     |
| Стартовая пятёрка   | Команда                  | MIN    | FG    | 3P    | FT    | OFF | DEF | TOT | AST | ST | BS | BA | TOV | PF | PTS |
| Келси Плам[c]       | Лас-Вегас Эйсес          | 22:36  | 12-18 | 5-11  | 1-1   | 0   | 2   | 2   | 3   | 0  | 0  | 0  | 2   | 0  | 30  |
| Сабрина Ионеску     | Нью-Йорк Либерти         | 22:36  | 6-10  | 6-10  | 1-1   | 0   | 6   | 6   | 6   | 0  | 0  | 0  | 2   | 0  | 19  |
| Кэндис Паркер       | Чикаго Скай              | 22:36  | 5-12  | 2-4   | 3-4   | 2   | 6   | 8   | 3   | 0  | 1  | 0  | 3   | 1  | 15  |
| Эйжа Уилсон         | Лас-Вегас Эйсес          | 20:29  | 3-8   | 0-3   | 4-4   | 2   | 3   | 5   | 1   | 0  | 0  | 0  | 1   | 0  | 10  |
| Сильвия Фаулз       | Миннесота Линкс          | 20:26  | 3-4   | 1-1   | 0-0   | 5   | 4   | 9   | 6   | 3  | 1  | 0  | 0   | 0  | 7   |
| Запасные игроки     |                          |        |       |       |       |     |     |     |     |    |    |    |     |    |     |
| Кортни Вандерслут   | Чикаго Скай              | 17:24  | 4-6   | 0-2   | 0-0   | 1   | 5   | 6   | 8   | 2  | 0  | 0  | 3   | 1  | 8   |
| Ариэль Аткинс       | Вашингтон Мистикс        | 17:24  | 2-5   | 0-3   | 0-0   | 0   | 2   | 2   | 2   | 0  | 0  | 0  | 1   | 0  | 4   |
| Райн Ховард         | Атланта Дрим             | 15:17  | 5-9   | 3-7   | 0-0   | 0   | 5   | 5   | 4   | 1  | 0  | 0  | 1   | 0  | 13  |
| Дирика Хэмби        | Лас-Вегас Эйсес          | 09:54  | 4-8   | 2-3   | 0-0   | 1   | 4   | 5   | 1   | 0  | 0  | 0  | 2   | 1  | 10  |
| Наташа Ховард       | Нью-Йорк Либерти         | 13:54  | 3-7   | 2-4   | 0-0   | 0   | 2   | 2   | 1   | 0  | 0  | 0  | 0   | 0  | 8   |
| Брайонна Джонс      | Коннектикут Сан          | 17:24  | 4-9   | 0-1   | 2-2   | 1   | 3   | 4   | 2   | 0  | 0  | 0  | 1   | 0  | 10  |
| Всего               |                          | 200:00 | 51-96 | 21-49 | 11-12 | 12  | 42  | 54  | 37  | 6  | 2  | 0  | 16  | 3  | 134 |
| Главный тренер      | Бекки Хэммон (Лас-Вегас) |        |       |       |       |     |     |     |     |    |    |    |     |    |     |

- c  Жирным курсивным шрифтом выделена статистика самого ценного игрока матча.

## Другие события
2 июля 2022 года было объявлено, что 9 июля, накануне матча всех звёзд, состоятся конкурс трёхочковых бросков, а также соревнование по баскетбольным умениям. Они транслировались по телевидению на каналах ESPN в США и TSN Network в Канаде. Конкурс трёхочковых бросков спонсировался торговой маркой «Mountain Dew». Конкурс трёхочковых бросков и соревнование по баскетбольным умениям проходили в помещении выставочного центра «McCormick Place», на берегу озера Мичиган, для особой аудитории участников «Girls Nike National», то есть баскетболисток, выступающих в элитной молодёжной баскетбольной лиге (ЭМБЛ) (турнир для команд игроков в возрасте до 17 лет), участвующих в национальном чемпионате Nike.

### Конкурс трёхочковых бросков
В ежегодном конкурсе по трёхочковым броскам (англ. Three-Point Contest) принимали участие шесть игроков, чьи имена были объявлены 7 июля. В этом году в нём участвовали: трёхкратная победительница соревнования и единственная не участница матча всех звёзд (ASG) Элли Куигли, двукратная чемпионка ВНБА Джуэл Лойд, две второгодки, Ариэль Аткинс и Арике Огунбовале и два дебютанта, Райн Ховард и Келси Плам. Конкурс по трёхочковым броскам — двухраундовое соревнование на время, в котором пять точек броска расположены вокруг трёхочковой дуги. По правилам этого конкурса претендент должен реализовать насколько возможно больше трёхочковых попыток из пяти различных позиций в течение одной минуты и десяти секунд, чтобы забить как можно больше из 27 мячей. Три участника с наивысшими результатами в первом раунде проходят в финальный раунд. Каждый игрок начинает кидать из одного угла площадки, постепенно перемещаясь от «точки» к «точке» по трёхочковой отметке, пока не достигнет противоположного края площадки. На четырёх из пяти «точек» игроку предоставляется по четыре мяча, каждое попадание оценивается в одно очко, также есть специальный «призовой мяч», достоинством в два балла. Пятая «точка» — специальная стойка «всех призовых мячей», которую каждый участник может разместить в любом из пяти мест, а всякий мяч на этой стойке стоит два очка. Помимо того два мяча были размещены на постаментах между стойками 2 и 3 и 3 и 4, в так называемой «зоне росы», каждый из которых стоит уже три очка.
В первом раунде победила Куигли, набрав 26 очков из 40 возможных. Кроме неё во второй раунд также вышли Аткинс и Ховард, а Лойд, Огунбовале и Плам выступили намного хуже своих оппоненток по первому этапу и не смогли пройти в финальный раунд. В финале лучшей вновь стала Куигли, набрав 30 очков, побив на один балл рекорд конкурса, который она установила в 2018 году, а Аткинс и Ховард выступили хуже, чем на первом этапе, набрав всего 21 и 14 очков соответственно.

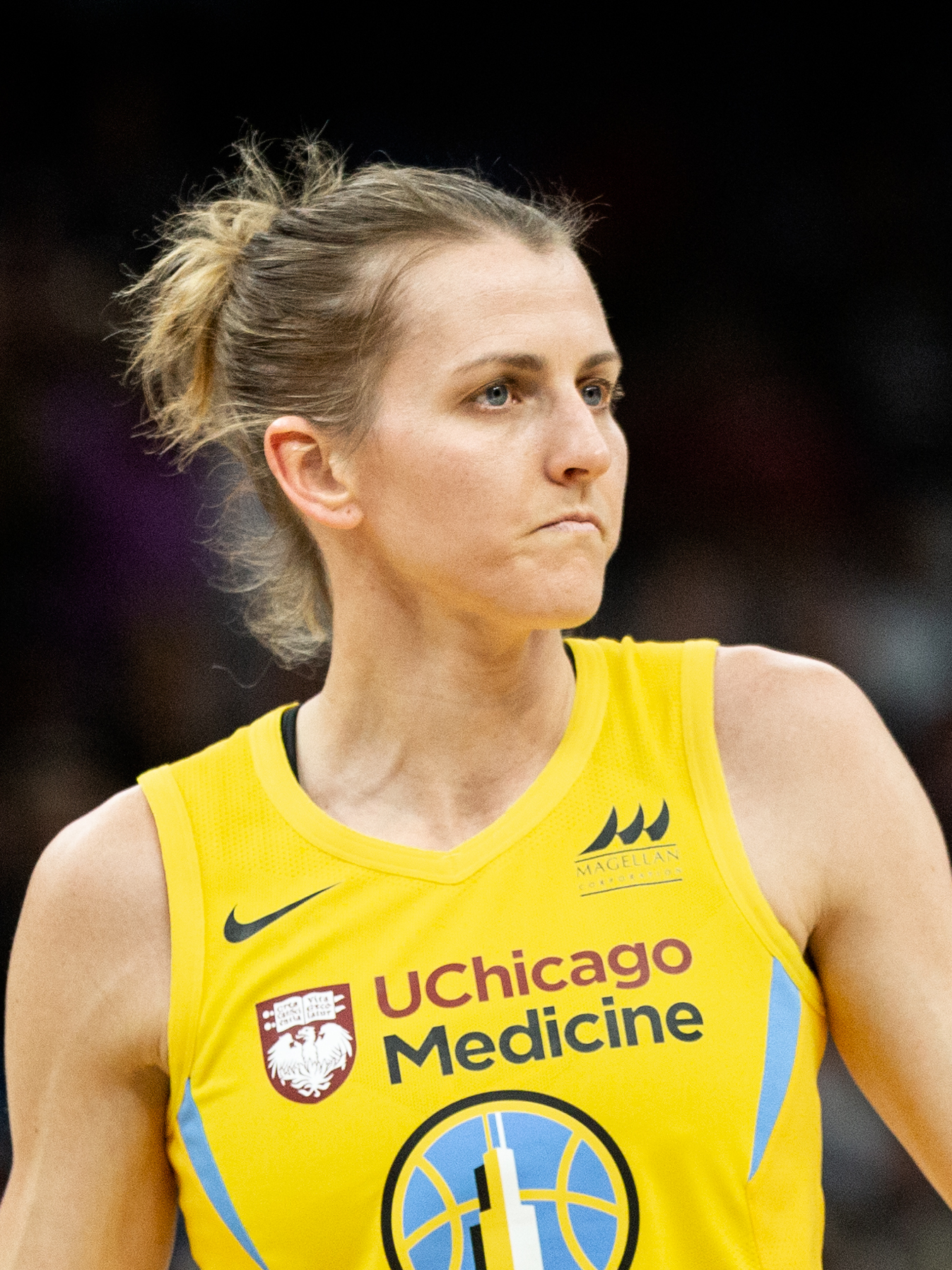
Элли Куигли выиграла конкурс трёхочковых

| Поз. | Игрок            | Команда           | Рост, см | Вес, кг | Попадания | Попытки | Процент | 1-й раунд | 2-й раунд |
| ---- | ---------------- | ----------------- | -------- | ------- | --------- | ------- | ------- | --------- | --------- |
| З    | Элли Куигли      | Чикаго Скай       | 178      | 64      | 28        | 82      | 34,1    | 26        | 30        |
| З    | Ариэль Аткинс    | Вашингтон Мистикс | 178      | 76      | 49        | 130     | 37,7    | 24        | 21        |
| З    | Райн Ховард      | Атланта Дрим      | 188      | 79      | 50        | 148     | 33,8    | 24        | 14        |
| З    | Арике Огунбовале | Даллас Уингз      | 173      | 75      | 67        | 180     | 37,2    | 21        | DNQ       |
| З    | Джуэл Лойд       | Сиэтл Шторм       | 178      | 79      | 56        | 146     | 38,4    | 18        | DNQ       |
| З    | Келси Плам       | Лас-Вегас Эйсес   | 173      | 66      | 71        | 169     | 42,0    | 14        | DNQ       |

### Соревнование по баскетбольным умениям
8 июля 2022 года ЖНБА объявила восемь участников, которые будут участвовать в соревновании по баскетбольным умениям (англ. Skills Challenge). Skills Challenge представляли собой команды, состоящие из одного игрока ассоциации и одной спортсменки из элитной молодёжной баскетбольной лиги (ЭМБЛ) (турнир для команд игроков в возрасте до 17 лет), участвующих в национальном чемпионате Nike. Все команды соревновались лицом к лицу в эстафете с полосой препятствий, которая проверяет навыки ведения мяча, паса, ловкости и бросков. Skills Challenge, состоящее из трёх раундов и организованное по принципу сетки, включало две команды, соревнующиеся одновременно на одинаковой трассе. Команда, которая первой успешно завершит трассу, будет считаться победителем этого раунда и перейдёт в следующий этап соревнований.

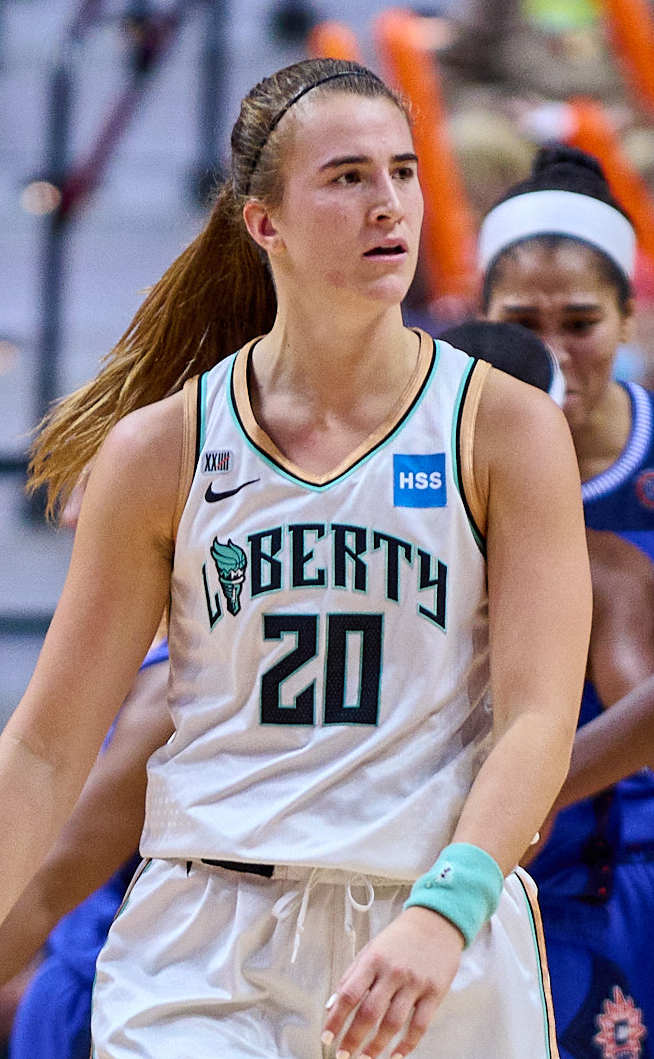
Сабрина Ионеску выиграла соревнование баскетбольных умений

|  | Четвертьфиналы соревнования по баскетбольным умениям | Четвертьфиналы соревнования по баскетбольным умениям | Четвертьфиналы соревнования по баскетбольным умениям | Четвертьфиналы соревнования по баскетбольным умениям | Четвертьфиналы соревнования по баскетбольным умениям | Четвертьфиналы соревнования по баскетбольным умениям | Четвертьфиналы соревнования по баскетбольным умениям | Четвертьфиналы соревнования по баскетбольным умениям | Четвертьфиналы соревнования по баскетбольным умениям | Четвертьфиналы соревнования по баскетбольным умениям |                           |                      | Полуфиналы соревнования по умениям | Полуфиналы соревнования по умениям | Полуфиналы соревнования по умениям | Полуфиналы соревнования по умениям | Полуфиналы соревнования по умениям | Полуфиналы соревнования по умениям | Полуфиналы соревнования по умениям | Полуфиналы соревнования по умениям | Полуфиналы соревнования по умениям | Полуфиналы соревнования по умениям |   |                           | Финал соревнования баскетбол. умений | Финал соревнования баскетбол. умений | Финал соревнования баскетбол. умений | Финал соревнования баскетбол. умений | Финал соревнования баскетбол. умений | Финал соревнования баскетбол. умений | Финал соревнования баскетбол. умений | Финал соревнования баскетбол. умений | Финал соревнования баскетбол. умений | Финал соревнования баскетбол. умений |
|  |                                                      |                                                      |                                                      |                                                      |                                                      |                                                      |                                                      |                                                      |                                                      |                                                      |                           |                      |                                    |                                    |                                    |                                    |                                    |                                    |                                    |                                    |                                    |                                    |   |                           |                                      |                                      |                                      |                                      |                                      |                                      |                                      |                                      |                                      |                                      |
|  | 1-я                                                  | Команда Ховард (Атланта Дрим)                        | Команда Ховард (Атланта Дрим)                        | Команда Ховард (Атланта Дрим)                        | Команда Ховард (Атланта Дрим)                        | Команда Ховард (Атланта Дрим)                        | Команда Ховард (Атланта Дрим)                        | Команда Ховард (Атланта Дрим)                        | Команда Ховард (Атланта Дрим)                        | X                                                    |                           |                      |                                    |                                    |                                    |                                    |                                    |                                    |                                    |                                    |                                    |                                    |   |                           |                                      |                                      |                                      |                                      |                                      |                                      |                                      |                                      |                                      |                                      |
|  | 1-я                                                  | Команда Ховард (Атланта Дрим)                        | Команда Ховард (Атланта Дрим)                        | Команда Ховард (Атланта Дрим)                        | Команда Ховард (Атланта Дрим)                        | Команда Ховард (Атланта Дрим)                        | Команда Ховард (Атланта Дрим)                        | Команда Ховард (Атланта Дрим)                        | Команда Ховард (Атланта Дрим)                        | X                                                    |                           |                      |                                    |                                    |                                    |                                    |                                    |                                    |                                    |                                    |                                    |                                    |   |                           |                                      |                                      |                                      |                                      |                                      |                                      |                                      |                                      |                                      |                                      |
|  | пара                                                 | Команда Плам (Лас-Вегас Эйсес)                       | Команда Плам (Лас-Вегас Эйсес)                       | Команда Плам (Лас-Вегас Эйсес)                       | Команда Плам (Лас-Вегас Эйсес)                       | Команда Плам (Лас-Вегас Эйсес)                       | Команда Плам (Лас-Вегас Эйсес)                       | Команда Плам (Лас-Вегас Эйсес)                       | Команда Плам (Лас-Вегас Эйсес)                       | O                                                    |                           |                      |                                    |                                    |                                    |                                    |                                    |                                    |                                    |                                    |                                    |                                    |   |                           |                                      |                                      |                                      |                                      |                                      |                                      |                                      |                                      |                                      |                                      |
|  | пара                                                 | Команда Плам (Лас-Вегас Эйсес)                       | Команда Плам (Лас-Вегас Эйсес)                       | Команда Плам (Лас-Вегас Эйсес)                       | Команда Плам (Лас-Вегас Эйсес)                       | Команда Плам (Лас-Вегас Эйсес)                       | Команда Плам (Лас-Вегас Эйсес)                       | Команда Плам (Лас-Вегас Эйсес)                       | Команда Плам (Лас-Вегас Эйсес)                       | O                                                    | 1                         | Команда Плам (Эйсес) | Команда Плам (Эйсес)               | Команда Плам (Эйсес)               | Команда Плам (Эйсес)               | Команда Плам (Эйсес)               | Команда Плам (Эйсес)               | Команда Плам (Эйсес)               | Команда Плам (Эйсес)               | X                                  |                                    |                                    |   |                           |                                      |                                      |                                      |                                      |                                      |                                      |                                      |                                      |                                      |                                      |
|  |                                                      |                                                      |                                                      |                                                      |                                                      |                                                      |                                                      |                                                      |                                                      |                                                      | 1                         | Команда Плам (Эйсес) | Команда Плам (Эйсес)               | Команда Плам (Эйсес)               | Команда Плам (Эйсес)               | Команда Плам (Эйсес)               | Команда Плам (Эйсес)               | Команда Плам (Эйсес)               | Команда Плам (Эйсес)               | X                                  |                                    |                                    |   |                           |                                      |                                      |                                      |                                      |                                      |                                      |                                      |                                      |                                      |                                      |
|  |                                                      |                                                      | 2                                                    | Команда Ионеску (Либерти)                            | Команда Ионеску (Либерти)                            | Команда Ионеску (Либерти)                            | Команда Ионеску (Либерти)                            | Команда Ионеску (Либерти)                            | Команда Ионеску (Либерти)                            | Команда Ионеску (Либерти)                            | Команда Ионеску (Либерти) | O                    |                                    |                                    |                                    |                                    |                                    |                                    |                                    |                                    |                                    |                                    |   |                           |                                      |                                      |                                      |                                      |                                      |                                      |                                      |                                      |                                      |                                      |
|  | 2-я                                                  | Команда Ионеску (Нью-Йорк Либерти)                   | Команда Ионеску (Нью-Йорк Либерти)                   | Команда Ионеску (Нью-Йорк Либерти)                   | Команда Ионеску (Нью-Йорк Либерти)                   | Команда Ионеску (Нью-Йорк Либерти)                   | Команда Ионеску (Нью-Йорк Либерти)                   | Команда Ионеску (Нью-Йорк Либерти)                   | Команда Ионеску (Нью-Йорк Либерти)                   | Команда Ионеску (Либерти)                            | Команда Ионеску (Либерти) | O                    | O                                  |                                    |                                    |                                    |                                    |                                    |                                    |                                    |                                    |                                    |   |                           |                                      |                                      |                                      |                                      |                                      |                                      |                                      |                                      |                                      |                                      |
|  | 2-я                                                  | Команда Ионеску (Нью-Йорк Либерти)                   | Команда Ионеску (Нью-Йорк Либерти)                   | Команда Ионеску (Нью-Йорк Либерти)                   | Команда Ионеску (Нью-Йорк Либерти)                   | Команда Ионеску (Нью-Йорк Либерти)                   | Команда Ионеску (Нью-Йорк Либерти)                   | Команда Ионеску (Нью-Йорк Либерти)                   | Команда Ионеску (Нью-Йорк Либерти)                   |                                                      |                           |                      | O                                  |                                    |                                    |                                    |                                    |                                    |                                    |                                    |                                    |                                    |   |                           |                                      |                                      |                                      |                                      |                                      |                                      |                                      |                                      |                                      |                                      |
|  | пара                                                 | Команда Стивенс (Чикаго Скай)                        | Команда Стивенс (Чикаго Скай)                        | Команда Стивенс (Чикаго Скай)                        | Команда Стивенс (Чикаго Скай)                        | Команда Стивенс (Чикаго Скай)                        | Команда Стивенс (Чикаго Скай)                        | Команда Стивенс (Чикаго Скай)                        | Команда Стивенс (Чикаго Скай)                        | X                                                    |                           |                      |                                    |                                    |                                    |                                    |                                    |                                    |                                    |                                    |                                    |                                    |   |                           |                                      |                                      |                                      |                                      |                                      |                                      |                                      |                                      |                                      |                                      |
|  | пара                                                 | Команда Стивенс (Чикаго Скай)                        | Команда Стивенс (Чикаго Скай)                        | Команда Стивенс (Чикаго Скай)                        | Команда Стивенс (Чикаго Скай)                        | Команда Стивенс (Чикаго Скай)                        | Команда Стивенс (Чикаго Скай)                        | Команда Стивенс (Чикаго Скай)                        | Команда Стивенс (Чикаго Скай)                        | X                                                    |                           |                      |                                    |                                    |                                    |                                    |                                    |                                    |                                    |                                    |                                    |                                    | 2 | Команда Ионеску (Либерти) | Команда Ионеску (Либерти)            | Команда Ионеску (Либерти)            | Команда Ионеску (Либерти)            | Команда Ионеску (Либерти)            | Команда Ионеску (Либерти)            | Команда Ионеску (Либерти)            | Команда Ионеску (Либерти)            | O                                    |                                      |                                      |
|  |                                                      |                                                      |                                                      |                                                      |                                                      |                                                      |                                                      |                                                      |                                                      |                                                      |                           |                      |                                    |                                    |                                    |                                    |                                    |                                    |                                    |                                    |                                    |                                    | 2 | Команда Ионеску (Либерти) | Команда Ионеску (Либерти)            | Команда Ионеску (Либерти)            | Команда Ионеску (Либерти)            | Команда Ионеску (Либерти)            | Команда Ионеску (Либерти)            | Команда Ионеску (Либерти)            | Команда Ионеску (Либерти)            | O                                    |                                      |                                      |
|  |                                                      |                                                      | 3                                                    | Команда Смит (Фивер)                                 | Команда Смит (Фивер)                                 | Команда Смит (Фивер)                                 | Команда Смит (Фивер)                                 | Команда Смит (Фивер)                                 | Команда Смит (Фивер)                                 | Команда Смит (Фивер)                                 | Команда Смит (Фивер)      | X                    |                                    |                                    |                                    |                                    |                                    |                                    |                                    |                                    |                                    |                                    |   |                           |                                      |                                      |                                      |                                      |                                      |                                      |                                      |                                      |                                      |                                      |
|  | 3-я                                                  | Команда Джонс (Коннектикут Сан)                      | Команда Джонс (Коннектикут Сан)                      | Команда Джонс (Коннектикут Сан)                      | Команда Джонс (Коннектикут Сан)                      | Команда Джонс (Коннектикут Сан)                      | Команда Джонс (Коннектикут Сан)                      | Команда Джонс (Коннектикут Сан)                      | Команда Джонс (Коннектикут Сан)                      | Команда Смит (Фивер)                                 | Команда Смит (Фивер)      | X                    | O                                  |                                    |                                    |                                    |                                    |                                    |                                    |                                    |                                    |                                    |   |                           |                                      |                                      |                                      |                                      |                                      |                                      |                                      |                                      |                                      |                                      |
|  | 3-я                                                  | Команда Джонс (Коннектикут Сан)                      | Команда Джонс (Коннектикут Сан)                      | Команда Джонс (Коннектикут Сан)                      | Команда Джонс (Коннектикут Сан)                      | Команда Джонс (Коннектикут Сан)                      | Команда Джонс (Коннектикут Сан)                      | Команда Джонс (Коннектикут Сан)                      | Команда Джонс (Коннектикут Сан)                      |                                                      |                           |                      | O                                  |                                    |                                    |                                    |                                    |                                    |                                    |                                    |                                    |                                    |   |                           |                                      |                                      |                                      |                                      |                                      |                                      |                                      |                                      |                                      |                                      |
|  | пара                                                 | Команда Янг (Лас-Вегас Эйсес)                        | Команда Янг (Лас-Вегас Эйсес)                        | Команда Янг (Лас-Вегас Эйсес)                        | Команда Янг (Лас-Вегас Эйсес)                        | Команда Янг (Лас-Вегас Эйсес)                        | Команда Янг (Лас-Вегас Эйсес)                        | Команда Янг (Лас-Вегас Эйсес)                        | Команда Янг (Лас-Вегас Эйсес)                        | X                                                    |                           |                      |                                    |                                    |                                    |                                    |                                    |                                    |                                    |                                    |                                    |                                    |   |                           |                                      |                                      |                                      |                                      |                                      |                                      |                                      |                                      |                                      |                                      |
|  | пара                                                 | Команда Янг (Лас-Вегас Эйсес)                        | Команда Янг (Лас-Вегас Эйсес)                        | Команда Янг (Лас-Вегас Эйсес)                        | Команда Янг (Лас-Вегас Эйсес)                        | Команда Янг (Лас-Вегас Эйсес)                        | Команда Янг (Лас-Вегас Эйсес)                        | Команда Янг (Лас-Вегас Эйсес)                        | Команда Янг (Лас-Вегас Эйсес)                        | X                                                    | 3                         | Команда Джонс (Сан)  | Команда Джонс (Сан)                | Команда Джонс (Сан)                | Команда Джонс (Сан)                | Команда Джонс (Сан)                | Команда Джонс (Сан)                | Команда Джонс (Сан)                | Команда Джонс (Сан)                | X                                  |                                    |                                    |   |                           |                                      |                                      |                                      |                                      |                                      |                                      |                                      |                                      |                                      |                                      |
|  |                                                      |                                                      |                                                      |                                                      |                                                      |                                                      |                                                      |                                                      |                                                      |                                                      | 3                         | Команда Джонс (Сан)  | Команда Джонс (Сан)                | Команда Джонс (Сан)                | Команда Джонс (Сан)                | Команда Джонс (Сан)                | Команда Джонс (Сан)                | Команда Джонс (Сан)                | Команда Джонс (Сан)                | X                                  |                                    |                                    |   |                           |                                      |                                      |                                      |                                      |                                      |                                      |                                      |                                      |                                      |                                      |
|  |                                                      |                                                      | 4                                                    | Команда Смит (Фивер)                                 | Команда Смит (Фивер)                                 | Команда Смит (Фивер)                                 | Команда Смит (Фивер)                                 | Команда Смит (Фивер)                                 | Команда Смит (Фивер)                                 | Команда Смит (Фивер)                                 | Команда Смит (Фивер)      | O                    |                                    |                                    |                                    |                                    |                                    |                                    |                                    |                                    |                                    |                                    |   |                           |                                      |                                      |                                      |                                      |                                      |                                      |                                      |                                      |                                      |                                      |
|  | 4-я                                                  | Команда Смит (Индиана Фивер)                         | Команда Смит (Индиана Фивер)                         | Команда Смит (Индиана Фивер)                         | Команда Смит (Индиана Фивер)                         | Команда Смит (Индиана Фивер)                         | Команда Смит (Индиана Фивер)                         | Команда Смит (Индиана Фивер)                         | Команда Смит (Индиана Фивер)                         | Команда Смит (Фивер)                                 | Команда Смит (Фивер)      | O                    | O                                  |                                    |                                    |                                    |                                    |                                    |                                    |                                    |                                    |                                    |   |                           |                                      |                                      |                                      |                                      |                                      |                                      |                                      |                                      |                                      |                                      |
|  | 4-я                                                  | Команда Смит (Индиана Фивер)                         | Команда Смит (Индиана Фивер)                         | Команда Смит (Индиана Фивер)                         | Команда Смит (Индиана Фивер)                         | Команда Смит (Индиана Фивер)                         | Команда Смит (Индиана Фивер)                         | Команда Смит (Индиана Фивер)                         | Команда Смит (Индиана Фивер)                         |                                                      |                           |                      | O                                  |                                    |                                    |                                    |                                    |                                    |                                    |                                    |                                    |                                    |   |                           |                                      |                                      |                                      |                                      |                                      |                                      |                                      |                                      |                                      |                                      |
|  | пара                                                 | Команда Вандерслут (Чикаго Скай)                     | Команда Вандерслут (Чикаго Скай)                     | Команда Вандерслут (Чикаго Скай)                     | Команда Вандерслут (Чикаго Скай)                     | Команда Вандерслут (Чикаго Скай)                     | Команда Вандерслут (Чикаго Скай)                     | Команда Вандерслут (Чикаго Скай)                     | Команда Вандерслут (Чикаго Скай)                     | X                                                    |                           |                      |                                    |                                    |                                    |                                    |                                    |                                    |                                    |                                    |                                    |                                    |   |                           |                                      |                                      |                                      |                                      |                                      |                                      |                                      |                                      |                                      |                                      |
|  | пара                                                 | Команда Вандерслут (Чикаго Скай)                     | Команда Вандерслут (Чикаго Скай)                     | Команда Вандерслут (Чикаго Скай)                     | Команда Вандерслут (Чикаго Скай)                     | Команда Вандерслут (Чикаго Скай)                     | Команда Вандерслут (Чикаго Скай)                     | Команда Вандерслут (Чикаго Скай)                     | Команда Вандерслут (Чикаго Скай)                     | X                                                    |                           |                      |                                    |                                    |                                    |                                    |                                    |                                    |                                    |                                    |                                    |                                    |   |                           |                                      |                                      |                                      |                                      |                                      |                                      |                                      |                                      |                                      |                                      |
|  |                                                      |                                                      |                                                      |                                                      |                                                      |                                                      |                                                      |                                                      |                                                      |                                                      |                           |                      |                                    |                                    |                                    |                                    |                                    |                                    |                                    |                                    |                                    |                                    |   |                           |                                      |                                      |                                      |                                      |                                      |                                      |                                      |                                      |                                      |                                      |